# Samuel Meyering
Samuel Meyering (Zelhem, 15 september 1944 – Maarssen, 21 maart 2006) was een Nederlands filmregisseur, scenarioschrijver, uitvinder en ondernemer. Zijn meest bekende uitvinding is de Rolykit.

## Carrière
Meyering was aanvankelijk bekend als Kees Meyering. Als student aan de Filmacademie maakt hij deel uit van de "1,2,3 Groep" met Rem Koolhaas, Jan de Bont, René Daalder en Frans Bromet. Ze maakten in 1965 samen de korte film "1,2,3 Rhapsodie" die bestond uit vijf sketches waarin ze om beurten de rol van acteur, cameraman, regisseur en scenarioschrijver voor hun rekening namen.

Meyerings bekendste speelfilm is Rufus (1975), een verfilming van Het kille ontwaken (1969), het debuut van de Nederlandse schrijver Anton Quintana, met in de hoofdrollen Rijk de Gooyer en Cox Habbema, hij kreeg hierin een kleine bijrol. Scenario's van zijn hand zijn onder meer Kanaalkoorts (Channel Fever) en The Scenery of Life (een IMAX-film over architectuur).
Tussen 1970 en 1974 was Meyering ook actief als meubelontwerper en beeldhouwer. In 1973 ontwikkelde hij samen met Gied Jaspars het opbergsysteem Rolykit, dat een wereldwijd succes kende en in 1974 stelde hij met Jaspars en Paul Haenen een boek samen met onwaarschijnlijke verhalen die waar gebeurd zouden zijn, naar de KRO-televisieserie Waar gebeurd. In datzelfde jaar ontdekte Meyering de computer. Hij kocht een van de allereerste Apple II-computers (een voorloper van de PC), leerde zichzelf programmeren en creëerde al snel computerkunst. Zo maakte hij in 1976 bijvoorbeeld een per computer gegenereerde chaotische lijn, die zich door alle 18 liftlobbies van het Ministerie van Binnenlandse Zaken kronkelde. Daarna volgden animaties, interactieve videospellen en demo's: de eerste ter wereld. Tegelijkertijd bleef hij regisseren; zo werd op 14 april 1978 Een jongen van zestien uitgezonden, een door Meyering geregisseerde aflevering van de Nederlandse tv-serie Dubbelleven.
In 1980 kreeg Meyering het idee voor een programma voor het maken van roosters en planningen. Hij wilde niet langer afhankelijk zijn van de grote monopolistische distributeurs en met de opbrengst van de Rolykit richtte hij in datzelfde jaar het softwarehuis Paralax op, gevestigd in Maarssen. In 1981 kwam de eerste versie van Rostar op de markt. Dit was het eerste interactieve programma ter wereld voor schoolroosters en personeelsplanningen. In 1982 raakte Willem van Kooten als investeerder bij Paralax betrokken. In 1983 werd ParaShape uitgebracht, het eerste van een reeks programma's waarmee animaties en teksten konden worden ontworpen en geanimeerd zonder programmeerwerk. In 1984 verscheen ParaText, een tekstverwerker volgens dezelfde formule, waarmee ook op de eenvoudige matrixprinters uit die tijd verschillende fonts konden worden afgedrukt, op een moment dat het begrip dtp nog niet bestond.
In 1985 werd Book One uitgebracht. Dit was een interactief programma waarmee een leek courseware, multimedia-presentaties, geanimeerde demo's en leerprogramma's kon maken. Het programma werd echter geen succes en in 1987 verscheen het door Rogier Proper geschreven boek Book One; hoe Samuel Meyering na een roldoos de wereld een achteruitwerkend computerprogramma wilde schenken en leerde dat er voor succes betaald moet worden.
In 1997 werd in de Verenigde Staten een octrooi toegekend voor SyncMan, een compact programma ter voorkoming van dataverlies door het over elkaar heen schrijven van data in database-programma's. In datzelfde jaar volgde de introductie van Rostar Flex, een totaal nieuw Rostar-concept onder Windows, dat zeer complexe roostersituaties (onder meer door flexibilisering van de arbeid) hanteerbaar maakte.

In 2004 werd het opgevolgd door Rostar CAS. Dit was een vanaf de basis opnieuw geprogrammeerde versie van Rostar, met een compleet vernieuwde gebruikersinterface, die het plannen nog overzichtlijker en eenvoudiger maakte.
in 2020 wordt een eerste concept opgesteld voor een nieuwe generatie software en diensten onder de naam Rostar NG (Next Generation). De komende jaren zullen vooral in het teken staan van dit concept uitwerken en definitief maken.

## Overlijden
In 2006 verkocht Meyering een belang van 10% in zijn bedrijf aan Rob Buikema, oud-directielid van Xerox Nederland. De dag nadat Buikema het contract had getekend kreeg hij te horen dat Meyering dood was aangetroffen in het koetshuis achter het bedrijfspand van Paralax.
Hij was op 61-jarige leeftijd overleden aan een hartstilstand en werd enkele dagen later gecremeerd te Utrecht.
Meyering was gehuwd met Ria Gort.